# Distretto di Wang Nuea
Il distretto di Wang Nuea (in thailandese: วังเหนือ) è un distretto (amphoe) della Thailandia, situato nella provincia di Lampang.